# Vlag van Zulte
De vlag van Zulte is opgedeeld in vier gelijke kwartieren. De twee aan de mastzijde groen en geel en aan de vluchtzijde geel en groen. Dit zijn de hoofdkleuren uit het wapen. Daarnaast zijn het ook de kleuren van de kwartieren van het oude wapen van Zulte.
De vlag werd door de gemeenteraad op 21 februari 1985 officieel vastgesteld. Op 7 mei 1985 werd hij door het Bestuur van Vlaanderen bevestigd en uiteindelijk gepubliceerd op 8 juli 1986 in het officiële Belgisch Staatsblad.
Officieel wordt de vlag beschreven als:
Gevierendeeld van groen en van geel

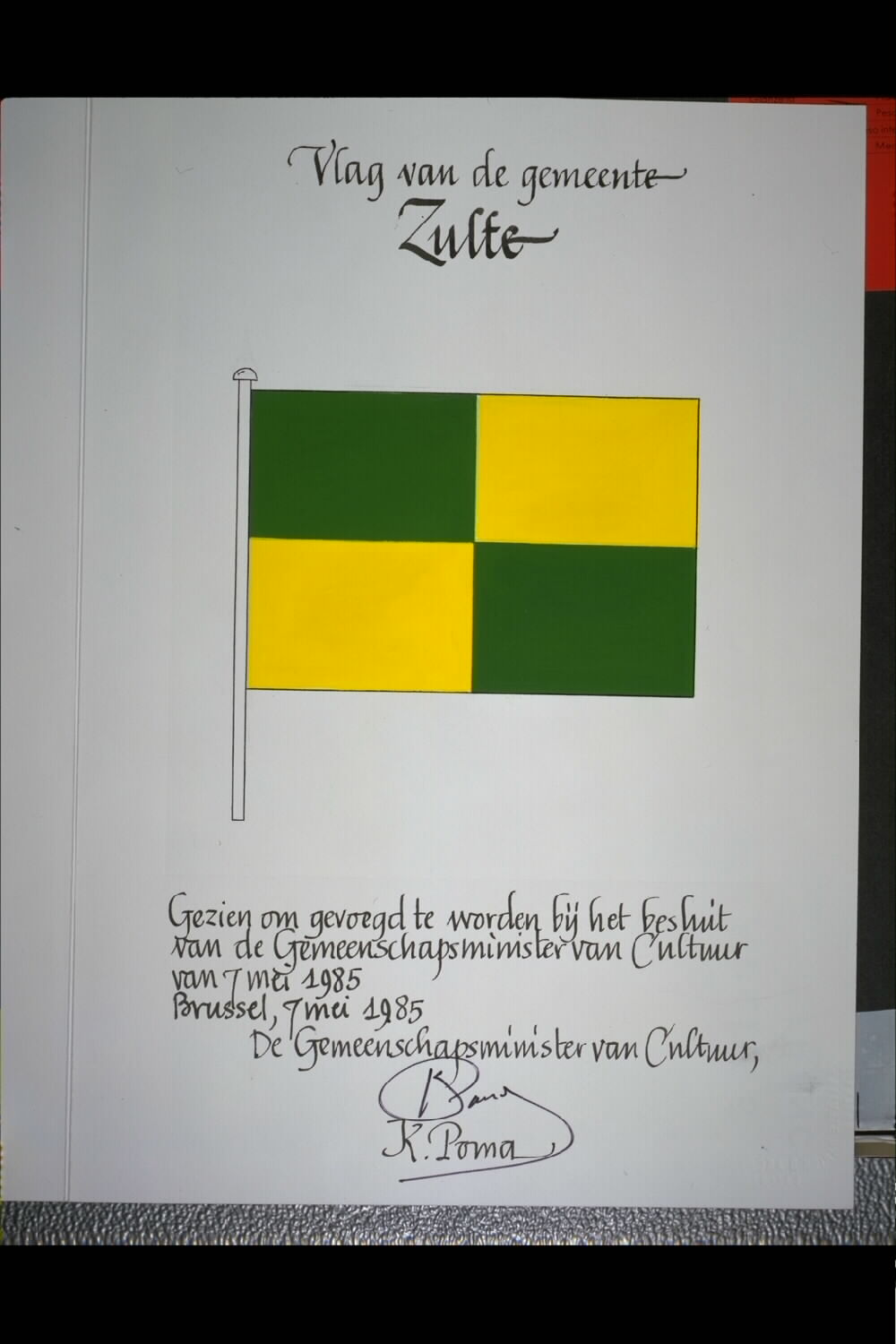
Ontwerp vlag getekend door Karel Poma
Het oude wapen van Zulte